# Platydesmida

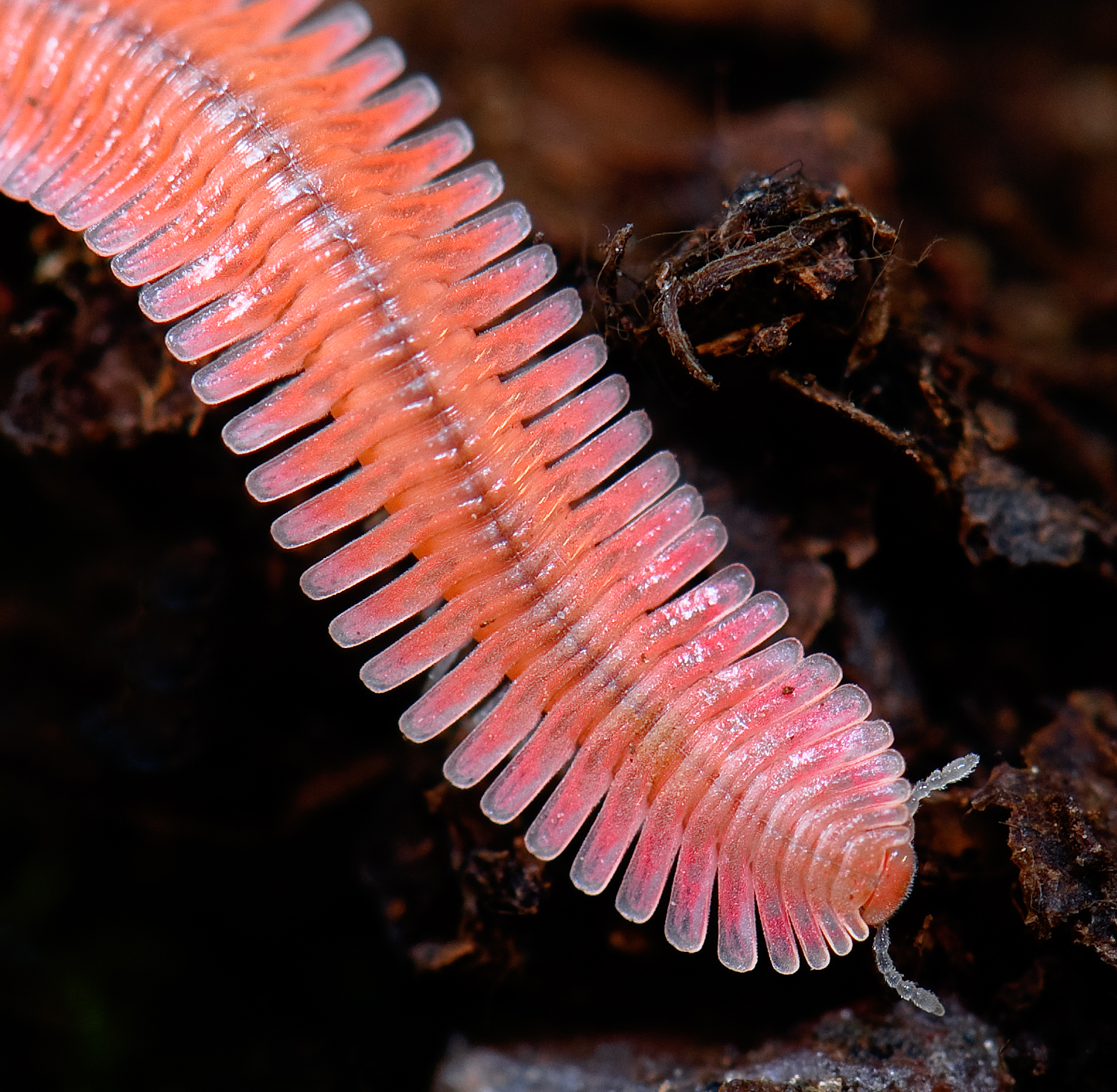
Brachycybe lecontii

Platydesmida – rząd wijów z gromady dwuparców i podgromady Chilognatha. Obejmuje ponad 60 opisanych gatunków.

## Opis
Krocionogi grzbietobrzusznie spłaszczone, osiągające do 60 mm długości ciała. Dorosłe formy tych dwuparców mają do 110 pierścieni zagłowowych. Ich tergity są zlane z pleurytami i wyposażone po bokach w długie paranota. Przez środek tergitów biegnie podłużna bruzda grzbietowa. Głowa jest stożkowata, w obrysie prawie trójkątna, pozbawiona oczu, o prymitywnie zbudowanym gnatochilarium, często ma dwa płaty o słabszej pigmentacji. Samce mają tylne odnóża siódmego i przednie odnóża ósmego pierścienia tułowia przekształcone w gonopody, które jednak zbliżone są budową do odnóży krocznych.

## Występowanie
Dwuparce o pochodzeniu laurazjatyckim. Przedstawiciele rzędu występują w Portugalii, niektórych krajach śródziemnomorskich, na Zakaukaziu, w nadkaspijskiej części Iranu, Nepalu, wschodnich Chinach, na Półwyspie Koreańskim, Tajwanie, w południowej Japonii, Azji Południowo-Wschodniej, Stanach Zjednoczonych, południowym Meksyku i Ameryce Centralnej.

## Systematyka
Takson ten wprowadzony został w 1895 przez Oratora Fullera Cooka. Należy do niego ponad 60 opisanych gatunków, zgrupowanych w dwóch rodzinach:
- Andrognathidae Cope, 1869
- Platydesmidae De Saussure, 1860

Według analiz filogenetycznych Enghoffa z 1984 oraz analizy morfologicznej Regiera i innych z 2005 Platydesmida zajmują pozycję siostrzaną względem Siphonophorida lub Polyzoniida. Według analizy molekularnej Regiera i Shultza z 2001 są siostrzane względem Polyzoniida, jednak w analizie nie uwzględniono Siphonophorida. Analiza molekularna Regiera i innych z 2005 metodą największej parsymonii umieszcza je jako siostrzane dla Polyzoniida, a analiza metodami bayesowskimi jako siostrzane dla Siphonophorida.